# Anselmo da Campione
Anselmo da Campione (Campione d'Itàlia, prop de 1130 - al voltant de 1185) va ser un escultor italià.

## Biografia
Els seus pares eren de Campione d'Itàlia. Va ser cap de treballadors pertanyents a l'escola Magistri Comacini, que va treballar en la catedral de Mòdena des de 1160 fins a 1175.
Es va formar probablement a Arles i després va treballar en la fàbrica de la catedral de Mòdena, el primer centre important de l'activitat dels mestres de Campione. Se li atribueix el creuer de 1160 i els relleus que adornen l'arc d'ingrés a la cripta.
A més a més de la rosassa, també se li atribueix altre treball al presbiteri elevat amb la construcció del pont - galeria el 1170 i sostingut per columnes representant atlants asseguts i encorbats sota el pes i lleons grunyint i acotxats amb la seva presa. Els capitells de les columnes i les mènsules en les quals es recolza el pont tenen la simbologia de la salvació amb la història de Daniel i Habacuc, la història de sant Llorenç, Samsó el Lleó i un Acròbata.